# Joseph Charles Van Horne
Joseph Charles Van Horne, né le 4 janvier 1921 à Saint-Quentin et mort le 27 août 2003, est un avocat et un homme politique canadien.

## Biographie
Joseph Charles Van Horne naît 4 janvier 1921 à Saint-Quentin. 
Tout en étant avocat, il se lance en politique et est élu député de la circonscription de Restigouche—Madawaska le 26 septembre 1955 sous l'étiquette progressiste-conservatrice. Il est ensuite réélu deux fois, en 1957 et en 1958, mais il démissionne le 16 janvier 1961.
Il est ensuite élu député à l'Assemblée législative du Nouveau-Brunswick dans la circonscription de Restigouche (en) le 6 février 1967 puis de Campbellton le 4 novembre 1968. Nommé ministre délégué au Tourisme par le premier ministre Richard Hatfield le 12 novembre 1970, ce dernier le congédie le 18 juillet 1972 pour avoir dépassé le budget de son ministère. Van Horne siège alors comme progressiste indépendant.
En mai 1975, il admet sa culpabilité à une accusation de trafic d'influence pour avoir accepté des pots-de-vin durant son mandat de ministre et obtient une condamnation avec sursis de deux ans.
Il meurt le 27 août 2003 à l'âge de 82 ans.

## Hommage
- Le pont J.C. Van Horne, pont entre Campbellton au Nouveau-Brunswick et Pointe-à-la-Croix au Québec nommé pour souligner les efforts de Van Horne à solliciter auprès des gouvernements provinciaux et fédéral la construction du pont.